# 木村庄之助 (12代)
12代 木村 庄之助（じゅうにだい きむら しょうのすけ、? - 文久元年7月8日（1861年8月13日））は、大相撲の立行司。本名、出身地ともに不明。

## 人物
8代庄之助の弟子。初名は木村寅松。のち清次郎、庄蔵(正蔵)を名乗り、人気を博していた。天保2年（1831年）に次席となり、6代木村庄太郎との庄之助の襲名争いで敗れ、一時土俵を離れたこともあった。復帰後は禎蔵、正蔵、7代木村庄太郎を名乗り、11代庄之助の引退により晴れて弘化2年（1845年）2月に12代庄之助を襲名。嘉永6年（1853年）2月を最後に引退。9年、17場所在位した。文久元年（1861年）7月死去。